# クラウディオ・マグリス
クラウディオ・マグリス（イタリア語: Claudio Magris、1939年4月10日 - ）は、イタリアの学者、翻訳家、作家。

## 経歴
1939年、トリエステに生まれた。トリノ大学でドイツの人文科学を学び1962年に卒業、フライブルク大学への留学を経て、1978年からトリエステ大学で近代ドイツ文学の教授となった。イタリアの日刊紙コリエーレ・デラ・セラやその他ヨーロッパの雑誌・新聞において、コラムニスト・エッセイストとして活躍している。マグリスが行った多数の研究は、中央ヨーロッパの文化やハプスブルク家の神話に関する文学について、イタリアで認識が広まる一助となった。
マグリスはまた、ヨーロッパの複数の学会に所属し、1994年から1996年までイタリアの元老院議員を務めていた。
マグリスが最初に執筆したのは、近代オーストリア文学におけるハプスブルク家の神話が中央ヨーロッパ文学を再発見させた。彼のジャーナリスティックな文章は、1978年の「Dietro le parole」や1982年の「Itaca e oltre」にまとめられている。また、E.T.A.ホフマンやヘンリック・イプセン、イタロ・ズヴェーヴォ、ロベルト・ムージル、ヘルマン・ヘッセ、ホルヘ・ルイス・ボルヘスに関するエッセイを書いている。マグリスの小説や劇作品には、多言語に翻訳されているものが多くある。
マグリスにとって大きな転換点となったのは、代表作とも言える1986年の「Danubio」であった。この本の中で、マグリスはドナウ川を源流から河口までの流れを追っている。この旅を通じ、多文化的なヨーロッパの歴史の色鮮やかかつ色彩豊かな背景が展開されている。
2009年5月、スペイン政府よりスペイン芸術文学勲章を受勲した。それによりExcelentísimo Señorの待遇となっている。

## 主要作品
- 1984年 Illazioni su una sciabola
- 1986年 Danubio（イタリア語版） バグッダ賞受賞作
- 1988年 Stadelmann
- 1991年 Un altro mare
- 1997年 Microcosmi（イタリア語版） ストレーガ賞受賞作

など。

### 日本語訳された作品
- 「オーストリア文学とハプスブルク神話」 鈴木隆雄訳 書肆風の薔薇 1990年
- 「ドナウ ある川の伝記」 池内紀訳 NTT出版 2012年
- 「ミクロコスミ」 二宮大輔訳 共和国＜シリーズ世界浪漫派＞ 2022年

## 受賞歴
- 1980年 ゲーテ・メダル
- 1987年 バグッダ賞
- 1992年 フンボルト賞
- 1997年 ストレーガ賞
- 2001年 エラスムス賞
- 2004年 アストゥリアス皇太子賞
- 2005年 オーストリア国家賞
- 2009年 ドイツ書籍協会平和賞
- 2009年 ヴィレニツァ国際文学賞
- 2016年 フランツ・カフカ賞